# عبور یک‌طرفه

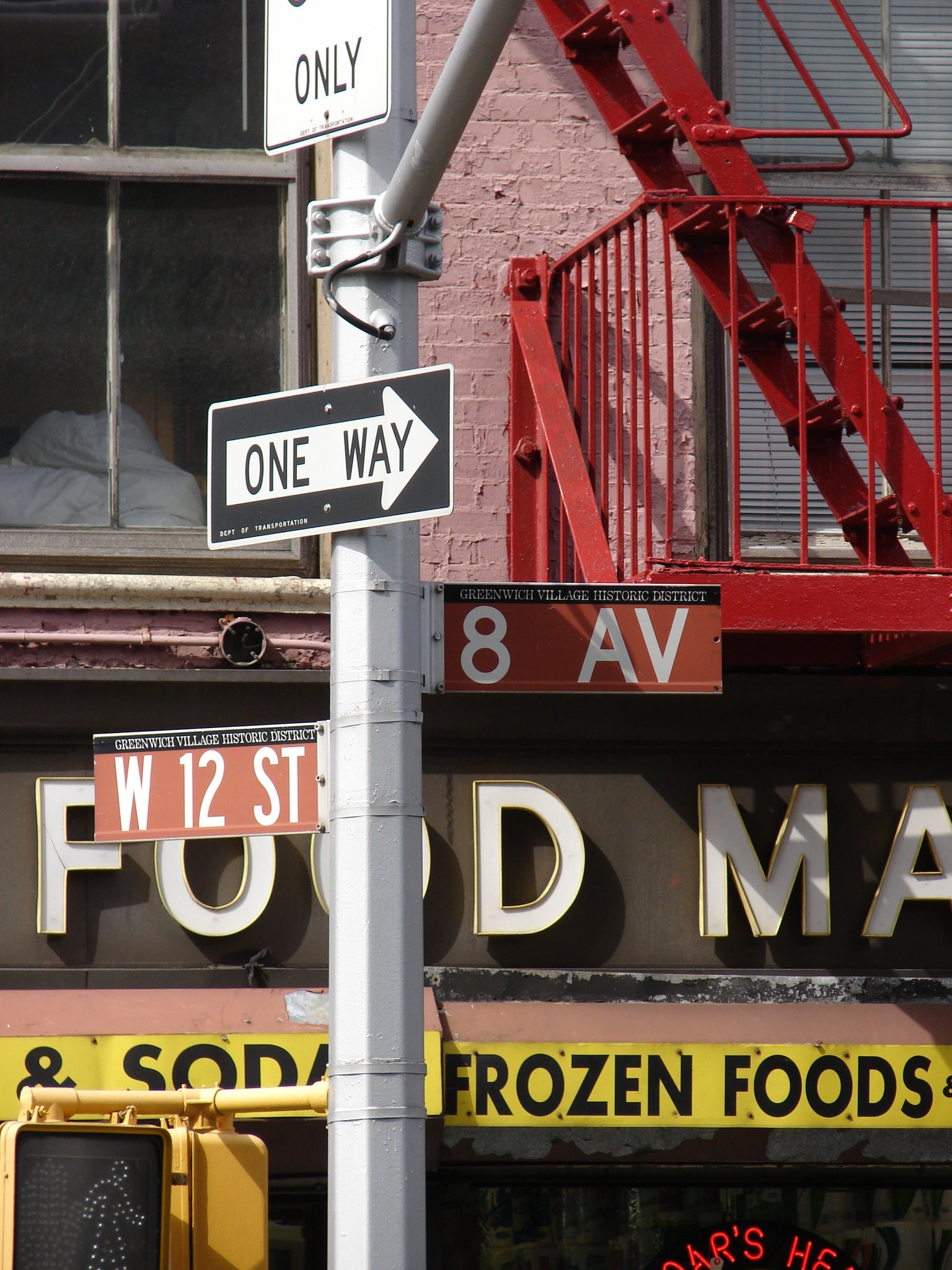
نشانه خیابان یک طرفه در نیویورک آمریکا.

ترافیک یک طرفه یا عبور یک طرفه به است که عبور و مرور خودروها در یک جهت از یک راه گفته می‌شود. خیابان یک طرفه خیابانی است که ترافیک یک طرفه در آن برقرار است. جاده یک طرفه نیز همین ویژگی را دارد. علائم و طراحی راه یک طرفه به گونه‌ای است که کلیه وسایل نقلیه در آن معبر در یک جهت عبور کنند. یک طرفه کردن خیابان‌ها ممکن است برای ساکنان محلی خوشایند نباشد. برخی مطالعات نشان می‌دهد که یک طرفه کردن خیابان‌ها کمک چندانی به افزایش سرعت ترافیک عبوری خودروها نمی‌کند.

## نشانه‌های راه یک طرفه

### نشانه‌های عمومی
علائم راهنمایی و رانندگی که با فلش یا با نوشتار یک طرفه بودن یک مسیر را نشان می‌دهند رایجترین علائم برای نشان دادن یک طرفه بودن مسیر هستند.

### نشانه ورود ممنوع
عبارت "ورود ممنوع" نخستین بار به عنوان یک استاندارد در سال ۱۹۳۱ در کنوانسون ژنو به تصویب جامعه ملل رسید. 

نشانه راه یک طرفه در کشورهای آفریقایی
نشانه راه یکطرفه در استرالیا.
علامت جاده یک طرفه  در روسیه
پایان راه یک طرفه
"ورود ممنوع"

## برنامه‌های کاربردی
خیابان یک طرفه ممکن است بخشی از طرح مدیریت و کنترل ترافیک به ویژه در مناطق مرکزی شهرها باشد.
برخی از دلایل یک طرفه کردن ترافیک به این شرح است:
- خیابان خیلی باریک است و برای حرکت در هر دو جهت نامناسب است.
- کنترل بیشتر بر روی وسایل نقلیه در عبور از محل‌های مسکونی.
- دلسرد رانندگان از کروز در یک محله مسکونی.
- بخشی از یک راه جفتی مانند بزرگراه‌ها.
- برای عبور در محل‌های کنترل شده مثل پارکینگ‌ها.
- برای آرام کردن ترافیک به خصوص در مراکز تاریخی شهرها.
- افزایش سرعت جریان ترافیک و به‌طور بالقوه کاهش تراکم ترافیک.
- استفاده بهینه از راه.
- سهولت عبور عابران در مناطق رفت‌وآمد مشترک عابران و خودروها.
- دسترسی به جاده دیگر از طریق رمپ یک طرفه.
- ایجاد فضایی در طول مسیر برای عبور دوچرخه، اتوبوس یا وسایل نقلیه اضطراری.

## عبور یک طرفه افراد پیاده
گاهی اوقات عابران پیاده ملزم به حرکت یک طرفه در مسیر خود می‌شوند. برای مثال در ورود و خروج به یک فروشگاه ممکن است دربهای ورود و خروج یکی نباشد یا برای کارهایی مثل خرید بلیط ممکن است مسیر یک طرفه ایجاد شود. بعضی جاها مثل تورهای باغ وحش و موزه هم ممکن است مسیرهای یک طرفه عبور عابران داشته باشند. ممکن است ورود عابران به اتوبوس یا تراموا و خروجشان هم به گونه‌ای تنظیم شود که خط سیر یک طرفه باشد). سایر موارد عبور یک طرفه عابران عبارت است از:
- عبور آرام و کنترل شده پرسنل
- دروازه‌های ورودی مترو
- گیت‌های کنترل و بازرسی
- درب گردان
- پله برقی
- درب یک طرفه
- ورودی یک فروشگاه
- یک خروجی اضطراری